# Matthews Point (udde i Sydgeorgien och Sydsandwichöarna)
Matthews Point är en udde i Sydgeorgien och Sydsandwichöarna (Storbritannien). Den ligger i den nordvästra delen av Sydgeorgien och Sydsandwichöarna.
Terrängen inåt land är kuperad norrut, men söderut är den platt. Havet är nära Matthews Point västerut.  Det finns inga samhällen i närheten. 